# Wang Feng
Wang Feng (n. 17 aprilie 1979, Xintai⁠(d), Shandong, Republica Populară Chineză) este un săritor în apă ce a reprezentat Republica Populară Chineză, medaliat olimpic. A participat la o ediție a Jocurilor Olimpice (2008) în care a câștigat o medalie de aur.